# Hetman Sahajdačnyj
Hetman Sahajdačnyj (ukrajinsky Гетьман Сагайдачний, Heťman Sahajdačnyj) byla fregata třídy Burevestnik ukrajinského námořnictva, kde sloužila jako jeho vlajková loď. Uvedena do služby byla v roce 1993 a jejím domovským přístavem byl původně Sevastopol na Krymu, po ruské anexi Krymu se jím stala Oděsa. V průběhu ruské invaze na Ukrajinu byla fregata potopena v přístavu Mykolajiv.

## Historie

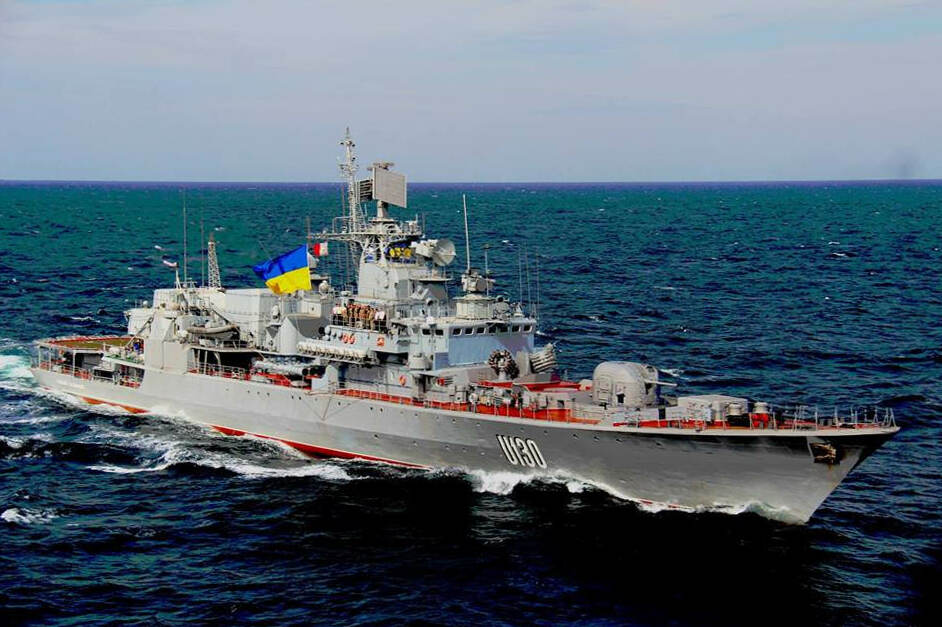
Hetman Sahajdačnyj

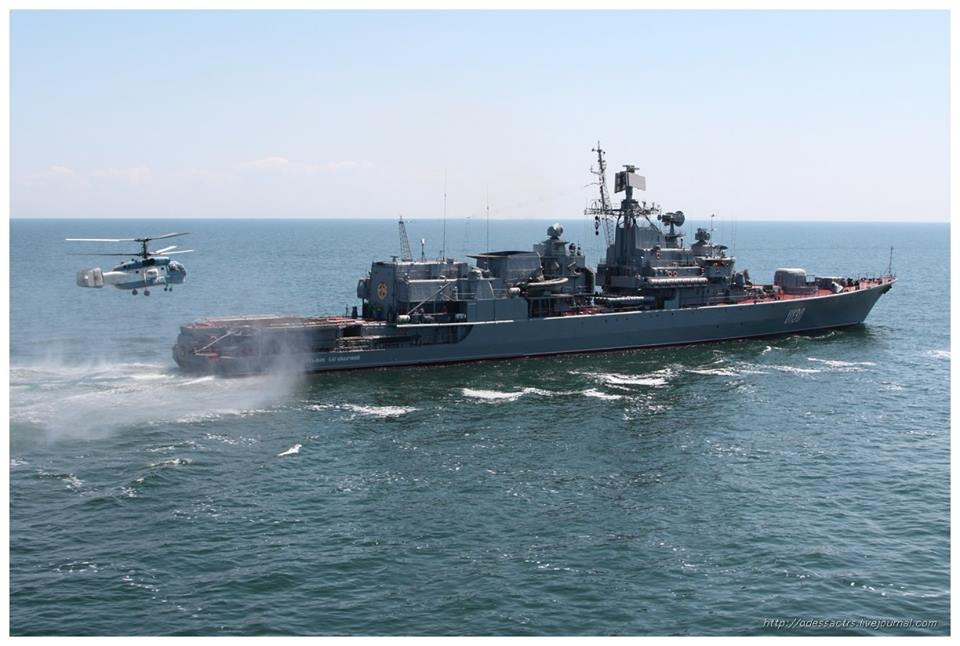
Hetman Sahajdačnyj s vrtulníkem K-27

Fregata byla objednána před rozpadem Sovětského svazu, kýl byl položen 5. října 1990 v loděnici Zalyv v Kerči a na vodu byla spuštěna 29. března 1992. Původně měla sloužit pod jménem Kirov v pohraničním vojsku Sovětského svazu, ale 4. dubna 1993 na ní byla oficiálně vyvěšena vlajka námořnictva samostatné Ukrajiny a byla pojmenována po kozáckém veliteli Petru Sahajdačném.
V roce 1994 se fregata účastnila spojenecké přehlídky při příležitosti 50. výročí vylodění v Normandii.
V roce 1995 se účastnila loď výstavy IDEX-95 v Abú Dhabí.
Od listopadu 2006 do listopadu 2007 podstoupila loď opravy a modernizaci v ukrajinském přístavu Mykolajiv. Výše nákladů dosáhla 15 milionů hřiven.
Od podzimu 2013 do ledna 2014 hlídkovala ve spolupráci s loďstvem Severoatlantické aliance v Adenském zálivu u Afrického rohu proti somálským pirátům.
V době začátku Krymské krize koncem února 2014 se Hetman Sahajdačnyj nacházel u pobřeží Kréty ve Středozemním moři, kam se dostal kvůli účasti na mezinárodní spolupráci zaměřené proti pirátům. Ruský senátor Igor Morozov prohlásil 1. března 2014, že posádka lodi se přidala na stranu Ruska a vyvěsila ruskou vlajku. Krátce poté ale nezávislé organizace oznámily, že loď kotví na Krétě stále pod ukrajinskou vlajkou. Námořní důstojník Oleg Guk potvrdil 4. března, že loď zůstává ukrajinská a ruskou vlajku nikdy nevyvěsila.
V září 2014 postoupila fregata plánovanou opravu v oděských loděnicích. Na jaře 2016 se loď zúčastnila společného cvičení s tureckým námořnictvem v Marmarském moři. V červenci 2018 se loď zúčastnila mezinárodního námořního cvičení Sea Breeze 2018.
V lednu 2022 bylo oznámeno, že loď projde kompletní opravou a modernizací.
Dne 24. února 2022 byla loď v Mykolajivu, v důsledku ruské invaze na Ukrajinu, potopena během bitvy o město ukrajinskými námořníky, aby se jí nezmocnili Rusové.

## Velitelé lodi
- kapitán Vladimir Semjonovič Kaťušenko 1992–1993
- kapitán Sergej Vladimirovič Nastěnko 1993–1997
- kapitán Petro Dmitrovič Gončarenko 1998–2002
- kapitán Denis Valentonovič Berezovskij 2002–2005
- kapitán Anton Nikolajevič Gelunov 2005–2009
- kapitán Roman Leonidovič Pjatnickij 2009–2014
- kapitán Denis Vladimirovič Ivanin 2014–2018
- kapitán Alexej Koreckyj 2018–2022